# Johann Ernst Hanxleden
Johann Ernst Hanxleden, né Johann Ernst von Hanxleden (et connu au Kerala comme Arnos Pathiri, ‘Père Ernst’) en 1681 à Ostercappeln (Principauté épiscopale d'Osnabrück) et décédé le 20 mars 1732 à Pazhur, au Kerala (Inde) est un prêtre jésuite allemand, missionnaire en Inde du Sud. Brillant linguiste, grammairien et lexicographe, il est le premier européen à maitriser le malayalam et le sanskrit. Il contribua au retour dans l’Église catholique d’une partie des chrétiens de saint Thomas (Église syro-malabare). 

## Biographie
Après des études de philosophie à Osnabrück, Hanxleden se joint, à Augsbourg à un groupe de jésuites, Wilhelm Weber, Wilhelm Mayr (Mayer) et un médecin Kaspar Schillinger qui partent en voyage pour l’Inde. Durant le voyage, sans doute à Chypre, il est reçu dans la Compagnie de Jésus (30 novembre 1699). Il fait son noviciat durant le reste du voyage. 
À l’arrivée au port de Surat (Gujarat méridional), en décembre 1700, il est seul, les deux prêtres jésuites étant décédés durant l’éprouvant voyage. Hanxleden rejoint la maison professe jésuite de Goa au début de l’année 1701. Son noviciat terminé, il est envoyé à Ampazhakkad, au Kerala, où il étudie la théologie en vue du sacerdoce.  
Ordonné prêtre en 1706 (probablement à Ampazhakkad), il enseigne la théologie et se met à l’étude du malayalam, langue du Kerala, et s’intéresse également au syriaque, langue liturgique des chrétiens orientaux du Kerala (dits « de Saint-Thomas »), car c’est parmi eux qu’il est envoyé. Jouissant d’une grande facilité pour les langues, il se met à l’étude du sanskrit, langue sacrée de l’hindouisme, et avec l’aide de deux brahmanes de Thrissur, parvient à le maîtriser. 
De 1707 à 1711, il est secrétaire de João Ribeiro, archevêque de Cranganore, qui a résidence à Puthenchira, quelques kilomètres au sud de Ambazhakat. Avec ferveur et zèle, il cherche à réconcilier avec l’Église catholique les chrétiens de saint Thomas, qui avaient suivi l'évêque chaldéen Mar Gabriel, séparé de l’Église catholique. 
Pendant onze mois (1711-1712,)  Hanxleden est curé de la paroisse de Calicut, capitale du royaume de Zamorin (Kerala). Il retourne ensuite dans la région de Thrissur, où il fonde l'église syro-malabare (catholique) de Velur (église Saint-François-Xavier) dont il est vicaire de 1712 à 1729. La maison où il vécut est connue et préservée, depuis 1995, comme monument historique par le gouvernement régional. Hanxleden retourne ensuite au collège-séminaire de Ampazhakkad, où il enseigne aux séminaristes catholiques de tradition syro-malabars. 
Johann Ernst Hanxleden est le premier Européen à maitriser la langue malayalam au point de pouvoir l’utiliser en prose comme en vers. Il composa des hymnes sur la passion du Christ qui restèrent populaires jusqu’à aujourd’hui dans les églises du Kerala. Il est le deuxième jésuite – le premier étant Heinrich Roth – à composer une grammaire sanskrite ; elle est cependant plus complète que celle de Roth. Ses écrits n’ont pas été publiés sauf ses hymnes en malayalam et une vie de Christ en vers, Puthen pana, qui est un classique de la littérature poétique en malayalam.
Johann Ernst Hanxleden meurt à Pazhur, au Kerala (Inde), le 20 mars 1732.

## Écrits
N.B: Certaines oeuvres furent publiées sous le surnom qui lui fut donné: ‘Arnos Patiri’ (Pathiri). La plupart ne furent connues qu'après sa mort. À part les dictionnaires ‘malayalam-portugais’ et ‘sanskrit-portugais’ les œuvres connues de Hanxleden sont en malayalam. 
- (Arnnos Patiri): Vocabularium malabarico-lusitanum, Trichur, Kerala Sahitya Academy, 1988 (dernière édition).
- Puthen pana (la vie de Christ en vers)
- Chathuranthyam
- Genevieva Punyacharithram (poème épique sur la vie de Geneviève de Brabant)
- Ummaadaey Dhukhkham
- Malayalavyaakaranam
- Samskruthavyaakaranam
- Ave Maris Stella